# Timbres de Berlin-Ouest 1961
 (mars 2025).
Les timbres-poste de Berlin-Ouest de 1961 sont émis par la Deutsche Bundespost Berlin. Il y a eu cinq timbres commémoratifs et quinze timbres d'usage courant, pour une valeur faciale de 8,10 Deutsche Mark (DEM ou  DM).
Valables dans les trois secteurs d'occupation alliée de Berlin-Ouest et en Allemagne de l'Ouest, ils ont été démonétisés le 31 décembre 1991 au cours du processus de la réunification allemande.

## Liste des timbres émis

### Liste des timbres commémoratifs
| Timbre | Description | Valeur faciale (Pfennig) | Date d'émission | Date de fin de validité | Nombre de tirages | Auteur          | Numéro |
| ------ | --- | ------------------------ | --------------- | ----------------------- | ----------------- | --------------- | ------ |
|        | 10e anniversaire de la mort de Hans Böckler (1875–1951) Personnalité politique et syndicaliste allemand                                       | 20                       | 16 février      | 31 décembre 1962        | 15.000.000        | Michel + Kieser | 197    |
|        | 4e anniversaire de la mort de Louise Schroeder (1887–1957) Bourgmestre-gouverneur de Berlin de mai 1947 à décembre 1948                       | 20                       | 3 juin          | 31 décembre 1962        | 4.000.000         | Gerhardt        | 198    |
|        | Église luthérienne' - Eglise Sainte Marie à côté d'une Croix de Jérusalem, symboles de l'église luthérienne (= Evangelische Kirche) allemande | 10                       | 19 juillet      | 31 décembre 1963        | 7.000.000         | Gerhardt        | 215    |
|        | - Ruine de l'église du Souvenir Empereur Guillaume à côté d'une Croix de Jérusalem                                                            | 20                       | 19 juillet      | 31 décembre 1963        | 5.000.000         | Gerhardt        | 216    |
|        | Exposition de la Radio, de la Télévision et de la Phonographie à Berlin - Affiche de l'exposition                                             | 20                       | 3 août          | 31 décembre 1963        | 7.000.000         | Gerhardt        | 217    |

### Liste des timbres d'usage courant
| Timbre | Description | Valeur faciale (Pfennig) | Date d'émission | Date de fin de validité | Nombre de tirages | Auteur          | Numéro |
| ------ | --- | ------------------------ | --------------- | ----------------------- | ----------------- | --------------- | ------ |
|        | Série « Bedeutende Deutsche » - Albert le Grand (vers 1200–1280), béatifié en 1622 et canonisé en 1931                                                                              | 5                        | 18 septembre    | 31 décembre 1970        | 72.500.000        | Michel + Kieser | 199    |
|        | - Sainte Élisabeth de Hongrie (1207–1231), connue aussi sous le nom de sainte Élisabeth de Thuringe                                                                                 | 7                        | 3 août          | 31 décembre 1970        | 20.000.000        | Michel + Kieser | 200    |
|        | - Johannes Gensfleisch, dit Gutenberg (vers 1400–1468), novateur dans l'usage des caractères métalliques mobiles, il est considéré comme l'inventeur de l'imprimerie typographique. | 8                        | 3 août          | 31 décembre 1970        | 56.000.000        | Michel + Kieser | 201    |
|        | - Albrecht Dürer (1471–1528), peintre, graveur et mathématicien allemand. | 10                       | 15 juin         | 31 décembre 1970        | 247.500.000       | Michel + Kieser | 202    |
|        | - Martin Luther (1483–1546), moine augustin allemand, théologien, professeur d'université, père du protestantisme et réformateur de l'Église.                                       | 15                       | 18 septembre    | 31 décembre 1970        | 30.500.000        | Michel + Kieser | 203    |
|        | - Johann Sebastian Bach (1685–1750), compositeur de l'époque baroque dont il symbolise aujourd'hui l'apogée                                                                         | 20                       | 28 juin         | 31 décembre 1970        | 96.500.000        | Michel + Kieser | 204    |
|        | - Johann Balthasar Neumann (1687–1753), architecte baroque allemand | 25                       | 7 octobre       | 31 décembre 1970        | 19.000.000        | Michel + Kieser | 205    |
|        | - Immanuel Kant (1724–1804), philosophe allemand, fondateur de l’« idéalisme transcendantal »                                                                                       | 30                       | 7 octobre       | 31 décembre 1970        | 14.000.000        | Michel + Kieser | 206    |
|        | - Gotthold Ephraim Lessing (1729–1781), l'un des écrivains les plus importants du siècle des Lumières                                                                               | 40                       | 28 juin         | 31 décembre 1970        | 17.500.000        | Michel + Kieser | 207    |
|        | - Johann Wolfgang von Goethe (1749–1832), poète, romancier, dramaturge, théoricien de l'art et homme d'État allemand                                                                | 50                       | 1er décembre    | 31 décembre 1970        | 11.500.000        | Michel + Kieser | 208    |
|        | - Friedrich von Schiller (1759–1805), poète et écrivain allemand | 60                       | 12 avril 1962   | 31 décembre 1970        | 9.000.000         | Michel + Kieser | 209    |
|        | - Ludwig van Beethoven (1770–1827), compositeur allemand, dernier grand représentant du classicisme viennois                                                                        | 70                       | 1er décembre    | 31 décembre 1970        | 17.000.000        | Michel + Kieser | 210    |
|        | - Heinrich von Kleist (1777–1811), écrivain romantique allemand, romancier et dramaturge                                                                                            | 80                       | 1er décembre    | 31 décembre 1970        | 9.000.000         | Michel + Kieser | 211    |
|        | - Annette von Droste-Hülshoff (1797–1848), l'un des écrivains allemands les plus importants du XIXe siècle                                                                          | 1 DM                     | 18 septembre    | 31 décembre 1970        | 10.000.000        | Michel + Kieser | 212    |
|        | - Gerhart Hauptmann (1862–1946), auteur dramatique allemand, lauréat du Prix Nobel de littérature et du prix Goethe                                                                 | 2 DM                     | 12 avril 1962   | 31 décembre 1970        | 6.000.000         | Michel + Kieser | 213    |

## Sources
- (de) Cet article est partiellement ou en totalité issu de l’article de Wikipédia en allemand intitulé « Briefmarken-Jahrgang 1961 der Deutschen Bundespost Berlin » (voir la liste des auteurs).